# كريس إنغرام
كريس إنغرام (بالإنجليزية: Chris Ingram)‏ هو شخصية أعمال بريطاني، ولد في 9 يونيو 1943 في ووكينغ في المملكة المتحدة.